# Touit dilectissimus
La cotorrita cariazul (Touit dilectissimus) es una especie de ave psitaciforme, que se encuentra en Colombia, Ecuador, Panamá y Venezuela.

## Hábitat
Vive en el bosque húmedo y bordes del bosque de las colinas y en el bosque de niebla entre los 800 y 1.600 m de altitud aunque a veces es visto desde los 100 m s. n. m. Es difícil de ver entre los árboles en el que vive habitualmente y es más fácil verlo durante el vuelo sobre las copas de los árboles.

## Descripción
Alcanza hasta 17 cm de longitud. Es  de color verde con una cola corta; en el macho la frente es azul con una banda estrecha de color rojo en los ojos, los hombros y el borde delantero de debajo de las alas son de color rojo; la hembra difiere porque presenta más rojo bajo los ojos y menos azul en la frente, así como poco rojo en las alas; las coberteras subalares son amarillas y los bordes de la cola amarillentos.

## Taxonomía
Algunos expertos consideran que el periquito alirrojo de Costa Rica (Touit costaricensis) es una subespecie de T. dilectissimus.